# 伊達皇輝
伊達 皇輝（だて こうき、1975年10月14日 - ）は、日本の男性元キックボクサーで、現在はキックボクシングジム「KAGAYAKI」の代表である。新潟県弥彦村出身。

## 来歴
- 高校卒業後にキックボクシングを始める[3]。
- 1997年7月26日　マーシャルアーツ日本キックボクシング連盟ウェルター級王座獲得[4]。
- 2000年　亜細亜統一格闘技協会ウェルター級王座獲得[2]。
- 2008年　23歳で引退。同年、新潟県燕市にキックボクシングジム「KAGAYAKI」をオープン。オープン日は12月12日。「ワンツー、ワンツー」と言うパンチのコンビネーションに掛けてこの日を選んだ[5]。

## 獲得タイトル
- マーシャルアーツ日本キックボクシング連盟ウェルター級チャンピオン（第11代）[2]
- 亜細亜統一格闘技協会2000 ウェルター級チャンピオン[2]

## エピソード
- ギターを担いでリングに上がるというパフォーマンスをしていた。昭和時代の特撮ヒーローマニアでもあり、快傑ズバットで宮内洋演じる早川健がお気に入りだったため、これに影響されてこのパフォーマンスをやっていたという。なお、子供の頃の夢はスタントマンだったという[6]
- 格闘技以外にも怪獣、妖怪、UMA、マンガ、都市伝説の知識がある[7][8][9]
- ケガから復帰後は嫌気が差した気持ちと人間関係のゴタゴタから、無気力試合を繰り返した[10]
- 決め台詞は「俺の目を見ろ、死んじゃ～いないぜっ」[3]
- 現役時代のニックネームは「豪腕」[11]「トータルパッケージ」[7]